# Privolni (Remóntnoie)
|  | Per a altres significats, vegeu «Privolni». |

Privolni (en rus: Привольный) és un poble (un possiólok) de l'óblast de Rostov, a Rússia, que en el cens del 2010 tenia 1.050 habitants, pertany al districte de Remóntnoie.